# Світ Вейна
«Світ Вейна» (англ. Wayne's World) — американський комедійний кінофільм 1992 року, знятий режисером Пенелопою Сфіріс на кіностудії «Paramount Pictures».

## Сюжет
Гарт і Вейн — молоді відв'язні хлопці, автори та ведучі молодіжної телепрограми «Світ Вейна». Успішний бізнесмен, який випадково побачив цю напіваматорську передачу місцевого кабельного телебачення, зрозумів, що на цьому можна заробити гроші. Він укладає з ними грабіжницький контракт, але хлопці не можуть йти на поводу у чистої комерції.

## У ролях
- Майк Маєрс — Вейн Кемпбелл
- Дена Карві — Гарт Алгар
- Роб Лоу — Бенджамін Олівер
- Тіа Каррере — Кассандра
- Браян Дойл-Мюррей — роль другого плану
- Лара Флін Бойл — Стейсі
- Майкл Делуїс — Алан
- Ден Белл — Ніл
- Лі Тергесен — Террі
- Курт Фуллер — Рассел Фінлі
- Шон Грегорі Саллівен — Філ
- Коллін Кемп — роль другого плану
- Донна Діксон — роль другого плану
- Фредерік Коффін — офіцер
- Майк Хагерті — Деві
- Кріс Фарлі — роль другого плану
- Міт Лоф — роль другого плану
- Чарлз Ноленд — Рон Пекстон
- Айоні Скай — Еліз
- Френк Ділео — роль другого плану
- Марк Сент-Джеймс — роль другого плану
- Гарріс Шор — детектив
- Педер Мелхез — детектив
- Дон Амендоліа — роль другого плану
- Кармен Філпі — роль другого плану
- Робін Рузан — офіціантка
- Еліс Купер — роль другого плану
- Ед О'Нілл — Глен
- Джордж Фостер — роль другого плану
- Марк Феррарі — роль другого плану
- Роберт Патрік — поліцейський
- Пенелопа Сфіріс — роль другого плану
- Стівен Свадлінг — роль другого плану
- Деймон Стаут — роль другого плану
- Бріна — роль другого плану

## Знімальна група
- Режисер — Пенелопа Сфіріс
- Сценаристи — Майк Маєрс, Бонні Тернер, Террі Тернер
- Оператор — Тео ван де Санде
- Композитор — Дж. Пітер Робінсон
- Художник — Грегг Фонсека
- Продюсери — Гоук Кох, Лорні Майклс, Діна Міно